# Санта-Мария-делла-Визитационе
Церковь Санта-Мария-делла-Визитационе (итал. Chiesa di Santa Maria della Visitazione, вен. Santa Maria de ła Vixita — Церковь Встречи Святой Марии), Санта-Мария-дельи-Артиджанелли (итал. Santa Maria degli Artigianelli — Святой Марии молодых ремесленников, кустарей), или Сан-Джироламо-деи-Джезуати (итал. San Girolamo dei Gezuati — Святого Иеронима иезуатов) — католическая церковь в Венеции, в сестиере (районе) Дорсодуро. Находится на «Набережной переправы» на канале Джудекка рядом с церковью Джезуати. Первое религиозное сооружение в Венеции, построенное в стиле итальянского Возрождения.

## История
«Иезуатами» (вен. Gesuati) в середине XIV века называли на старо-венецианском наречии членов малого ордена иезуитов «Во имя Иисуса» (Il Gesù), а также братство мирян, вдохновленных духовностью Святого Иеронима, преобразованное позднее в нищенствующий орден «Святого Иеронима иезуатов» (San Girolamo dei Gezuati), или «Общину нищенствующих последователей Иисуса» (Compagnia dei Poveri Gesuati).
Церковь была основана в 1494 году небольшой группой монахов-иезуитов из Тосканы, которые использовали мастеров «комачини» (magistri comacini), с острова Комачина на озере Комо (Ломбардия), которые славились своим умением и строительными традициями. Архитектором был назначен Франческо Манделло, также выходец из Ломбардии.
С роспуском ордена «Младших иезуитов» (Gesuati) в 1668 году все постройки в этом районе перешли к доминиканцам, которые вскоре после этого начали строительство нового храма. В 1493—1524 годах церковь значительно перестраивали, и она была освящена в память «Встречи Марии и Елизаветы», что и дало ей современное название. Облицовка фасада была поручена Франческо Лурано да Кастильоне, который завершил её в 1524 году. Однако решив, что старая церковь слишком мала для ордена, монахи решили построить здание побольше. Они начали возводить новую церковь по соседству со старой. Строительство началось в 1725 году, и с тех пор название «Джезуати» закрепилось уже за ней.

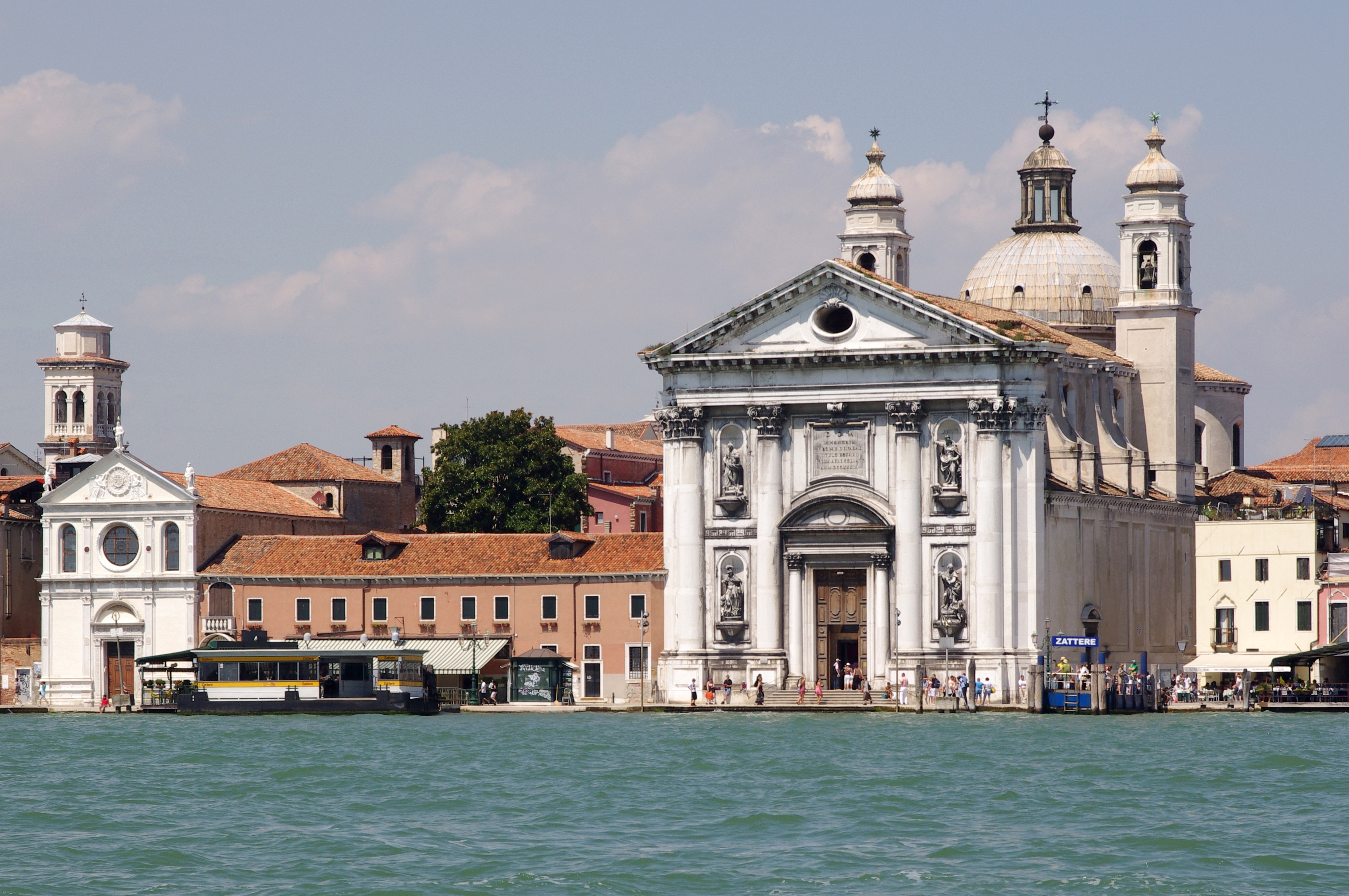
Маленькая Санта-Мария делла Визитационе (слева) рядом с церковью Джезуати (справа)

В 1750 году, когда было закончено строительство нового большого храма Санта-Мария-дель-Розарио, или «Церковь Джезуати», старую церковь превратили в библиотеку, открытую для публики. Шкафы библиотеки, спроектированные самим Джорджо Массари, в настоящее время хранятся в помещении Академии изящных искусств.
С подавлением религиозных орденов в Венеции указами Бонапарта в 1810 году многие монастыри были закрыты, в том числе и доминиканский. Библиотека была разграблена, и вскоре церковь пришла в запустение. Но в 1825 году она была снова открыта, а в 1884 году отреставрирована. Реставрации также проводились в 1947—1948 и 1994—1995 годах.
С момента упразднения церковь служила приютом для сирот и называлась «Chiesa degli Orfani» (Церковь осиротевших). После многих смен владельцев в 1923 году здание отошло в ведомство Луиджи Орионе и продолжало использоваться для церковных служб и воспитания сирот, называемых «Артиджанелли» (Молодых кустарей, учеников ремесленников). Капитальная реставрация здания стала возможной в 1994—1995 годах благодаря средствам, выделенным водным магистратом Венеции, регионом Венето и международными комитетами через I.R.E. (Института госпитализации и образования).
В 2008 году религиозная община «Сан-Луиджи Орионе» переехала на материк, и с тех пор здание больше не используется для религиозных целей. Оно находится в частной собственности и открыто для публики для проведения художественных выставок или концертов.

## Архитектура
К зданию бывшей церкви примыкает небольшой монастырь «Джезуати» с галереей XV века, с которой открывается вид на перспективу канала Джудекка и близлежащую церковь Джезуати, или Санта Мария дель Розарио. Большой Доминиканский монастырь состоит из двух зданий с двумя галереями, окружающими внутренний двор: кьостро (итал. chiostro — закрытый), одна из которых осталась незавершённой из-за смерти архитектора Джорджо Массари 20 декабря 1766 года. Два здания соединены со старым монастырём XVIII века.
Фасад в ренессансном стиле ранее приписывали архитекторам Мауро Кодуччи и Пьетро Ломбардо, однако проект церкви принадлежит Франческо Манделло и его сыну, а оформление фасада Франческо Лурано да Кастильоне, завершивего работу в 1524 году. Об этом сообщает мемориальная доска, помещенная внутри монастыря, примыкающего к церкви. Треугольный фронтон фасада венчают три статуи, изображающие Спасителя в центре и двух святых по сторонам. Симметрия фасада, большое круглое окно в центре, лучковый фронтон портала и пилястры (орнаментированные у портала) с капителями коринфского ордера соотносят архитектуру здания с ренессансными тенденциями в венецианской архитектуре, затронувшие город в относительно позднее время.
Справа от главного входа находятся «Уста льва» (Bocca di Leone), лев — символ Св. Марка, покровителя Венеции, — мраморная плита с рельефной маской и отверстием вроде почтового ящика, где в прошлом горожане могли оставлять анонимные жалобы и доносы, которые потом изучались Советом десяти.
Внутри церковь состоит из единственного центрального нефа, с росписями Франческо де Манделло, небольшого купола и хоров. Триумфальная арка на коринфских колоннах предваряет алтарный образ работы Падованино «Явление Пресвятой Троицы». Плафон нефа оформлен кессонами с росписями.
Колонны у коринфского ордера у входа были перенесены из разрушенной старой капеллы.

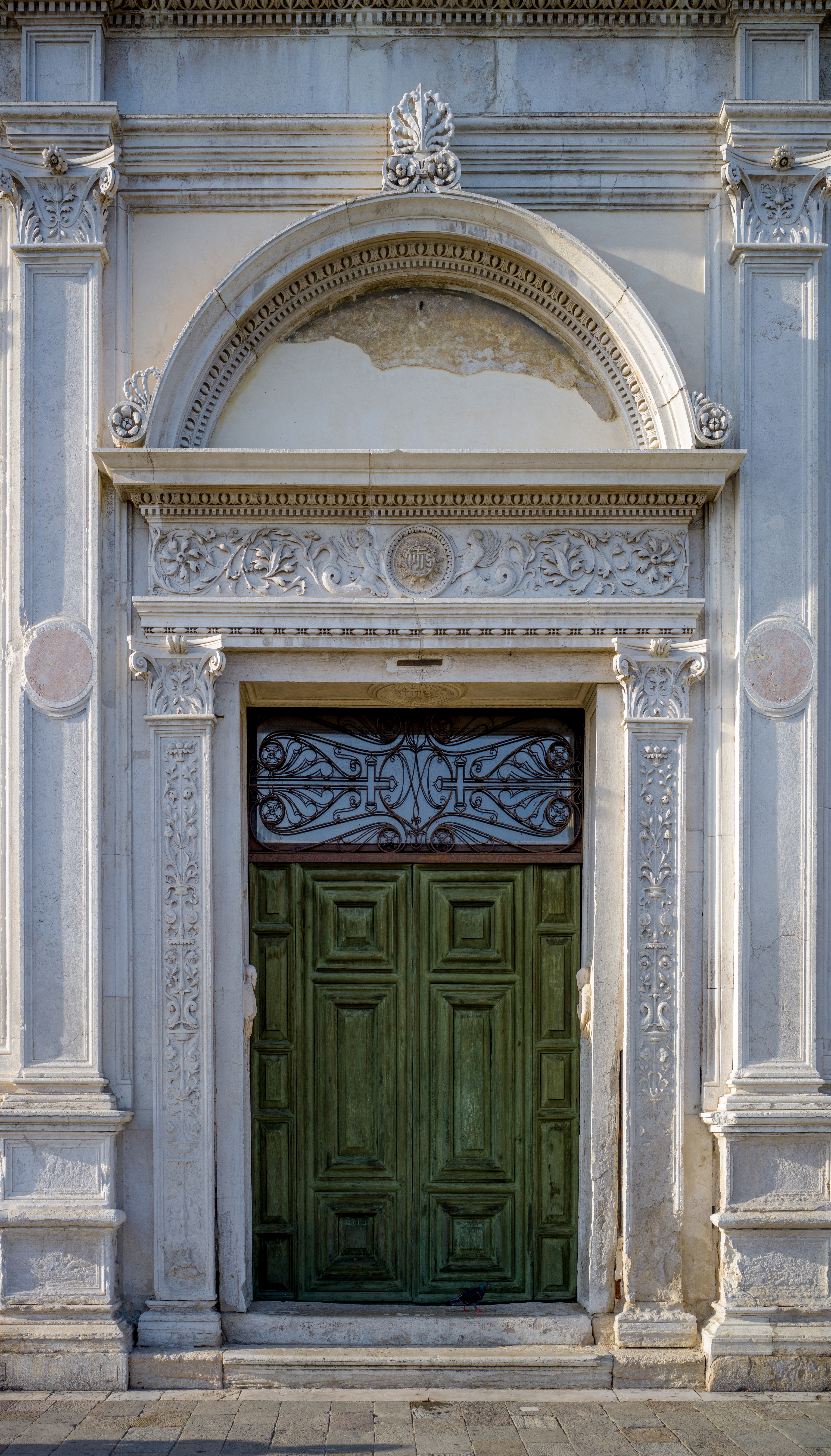
Портал главного фасада
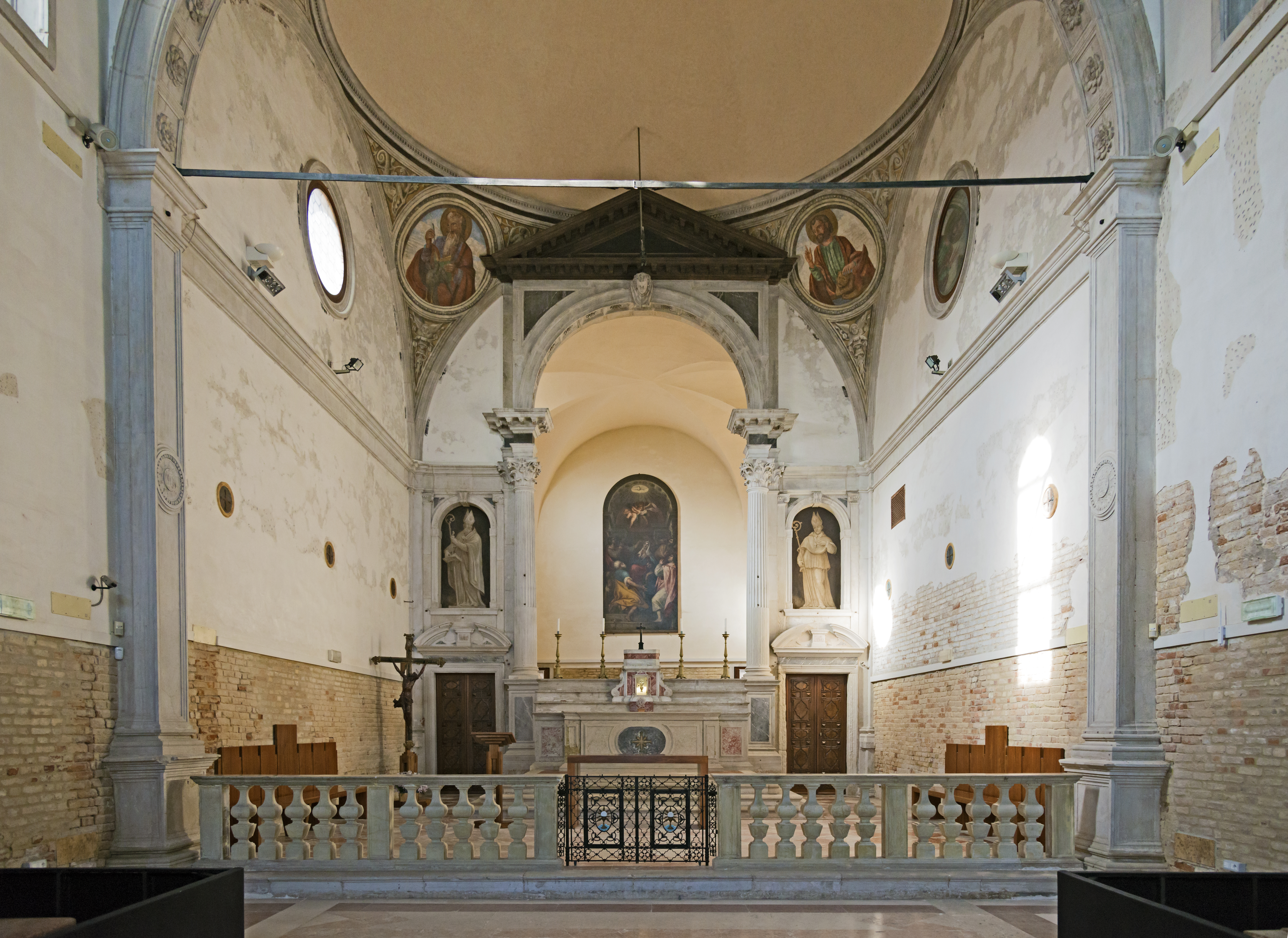
Интерьер
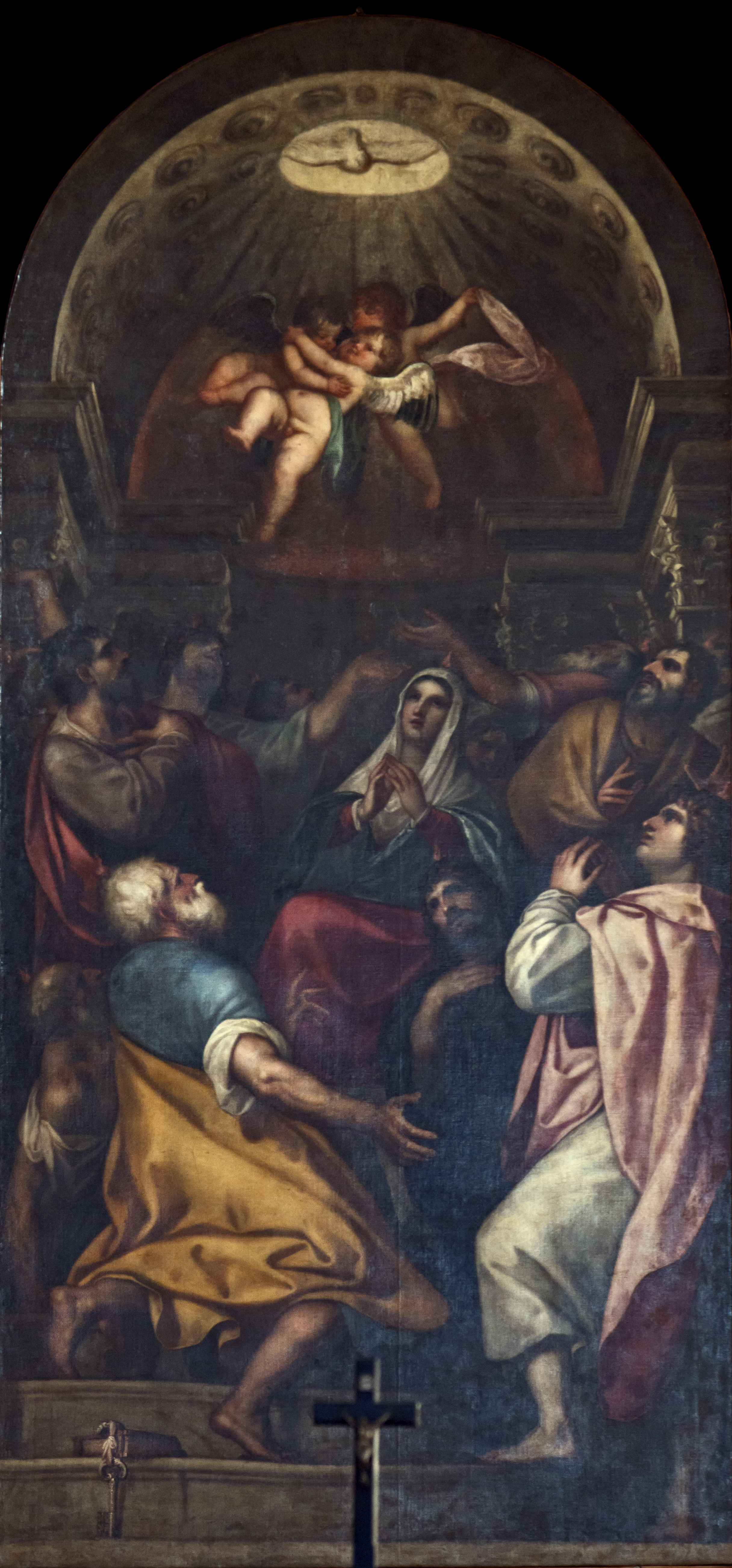
Падованино. Явление Пресвятой Троицы.
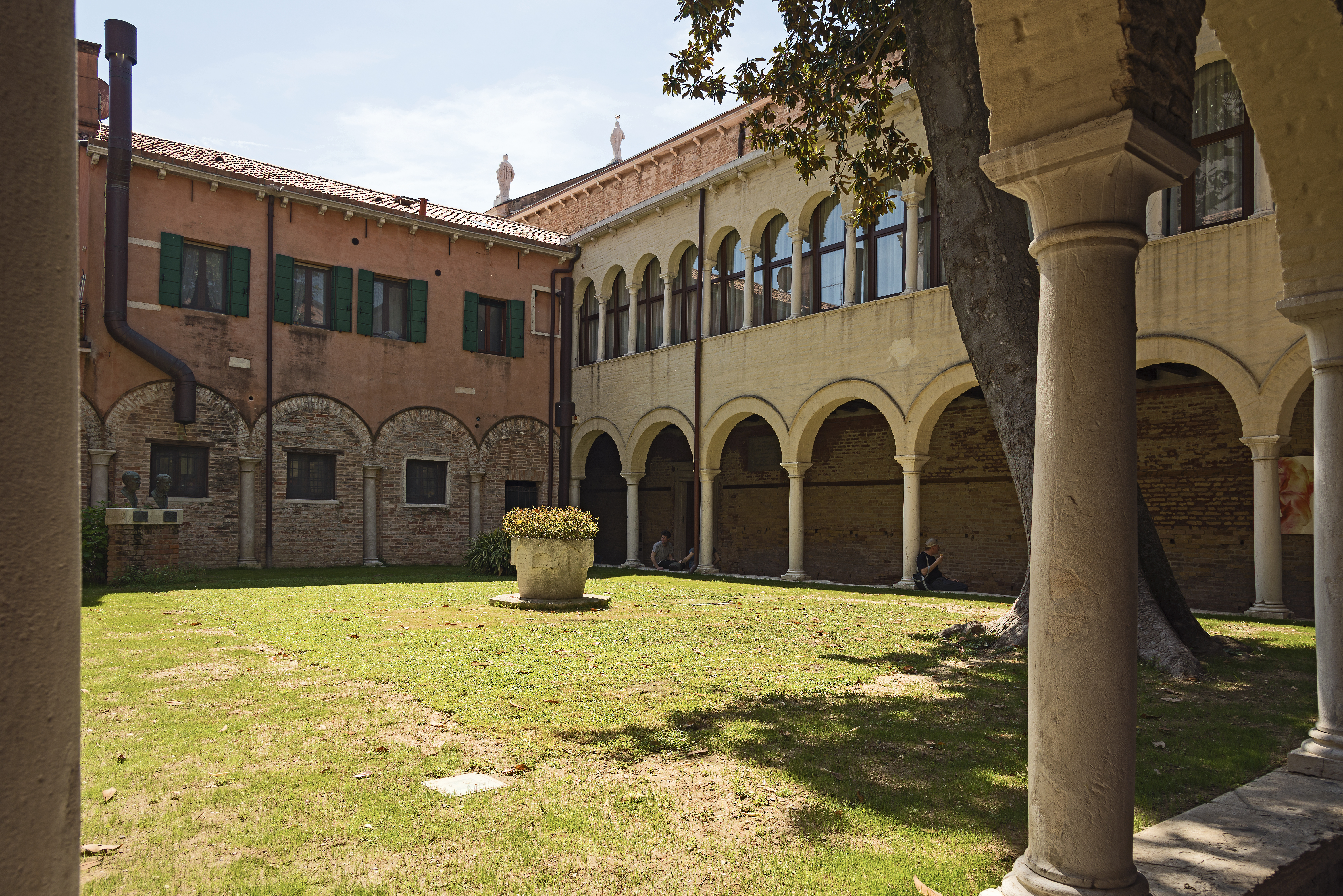
Кьостро (монастырский двор) церкви.
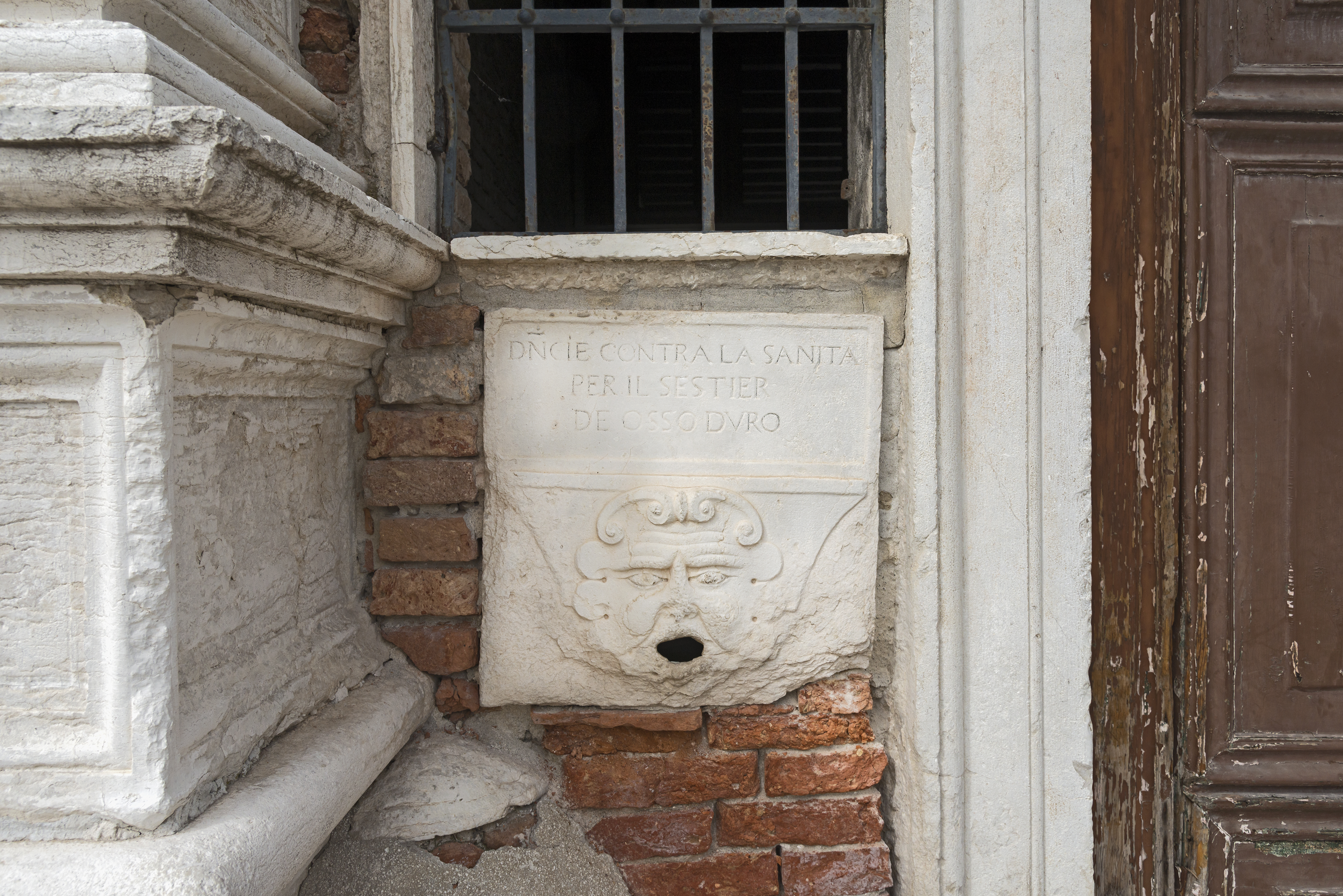
"Уста льва" (Bocca di Leone)

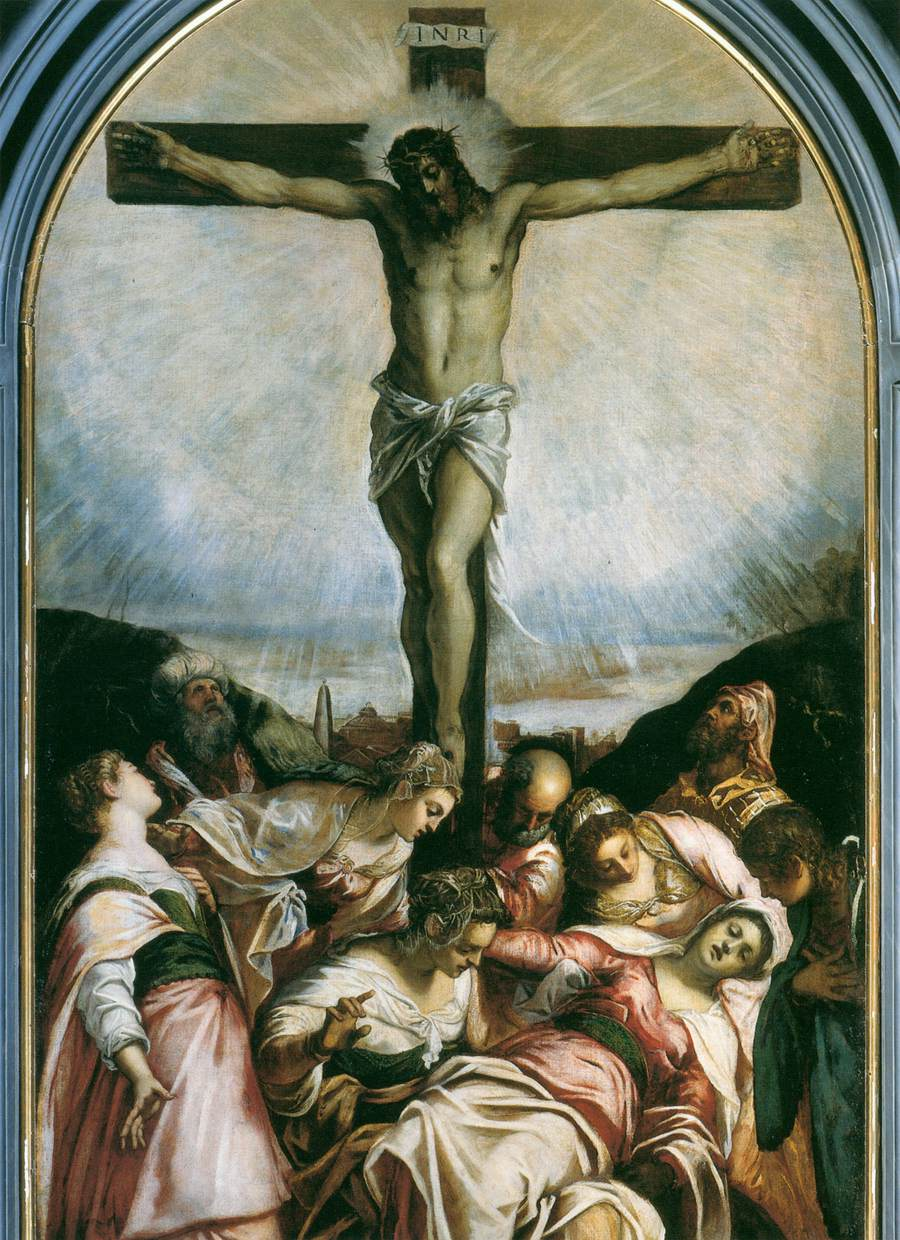
Тинторетто. «Распятие». В настоящее время в церкви Джезуати
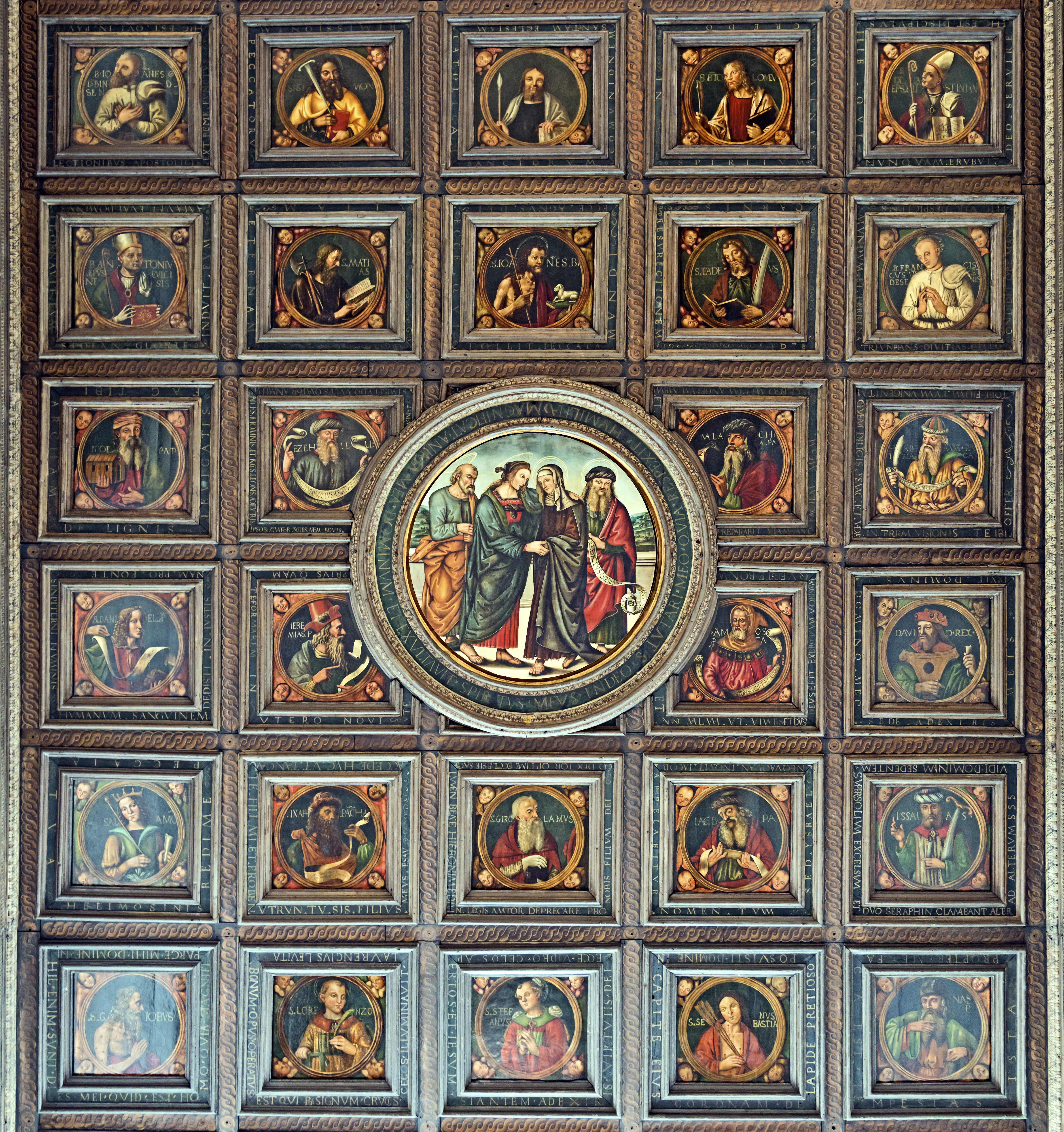
Кессонный плафон нефа. Деталь
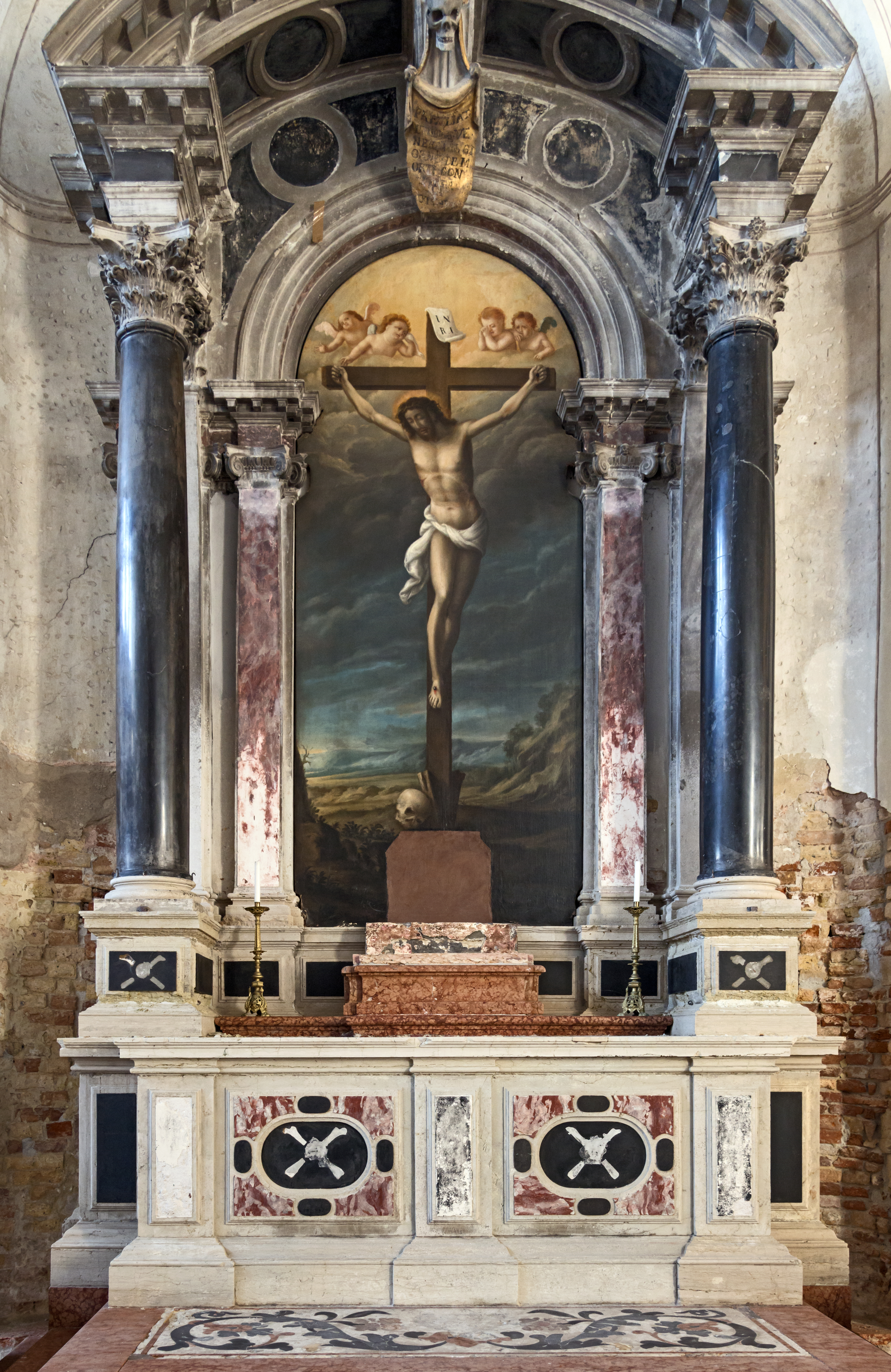
Н. Ренье. Распятие. Левая капелла храма
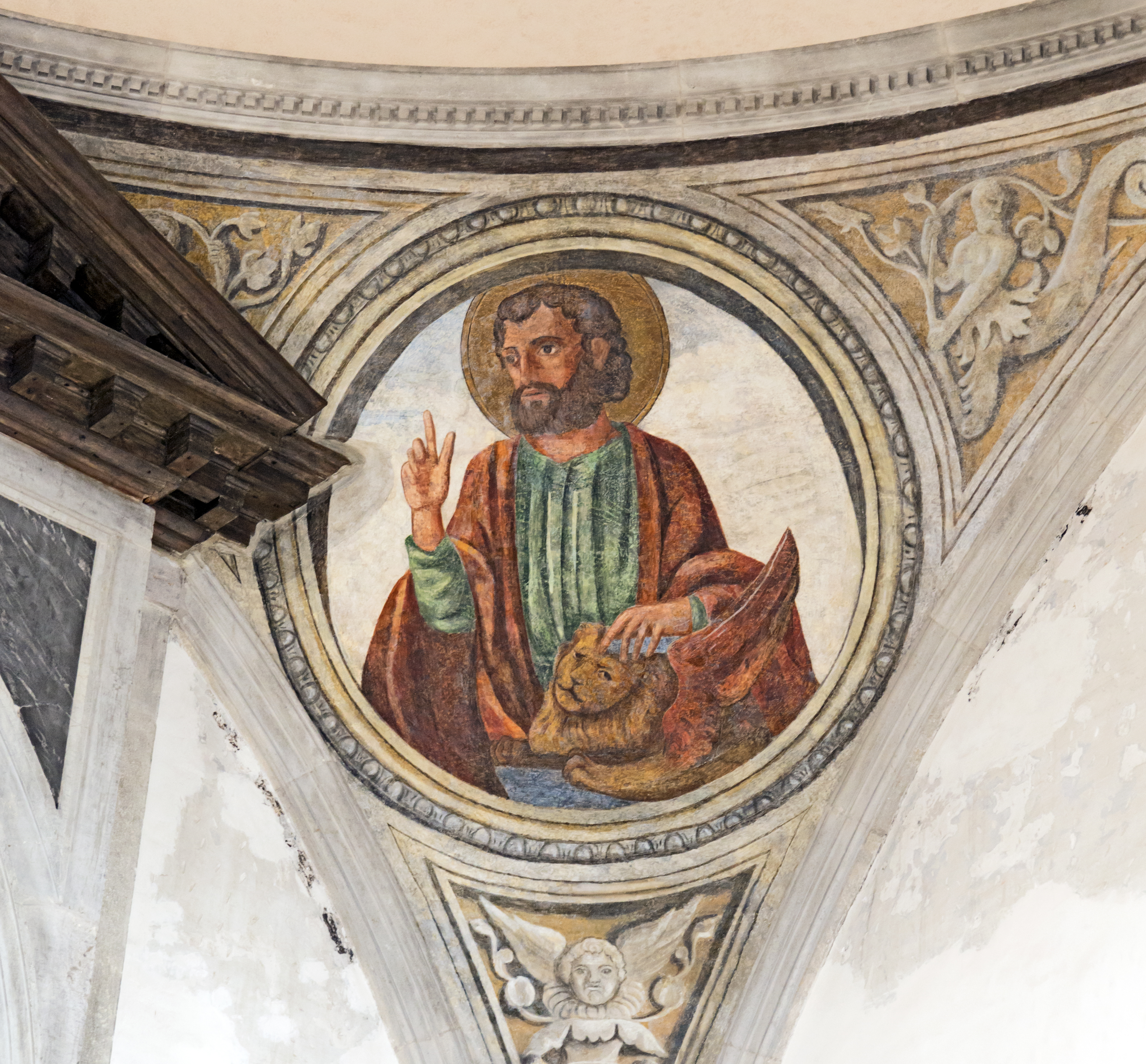
Святой Марк
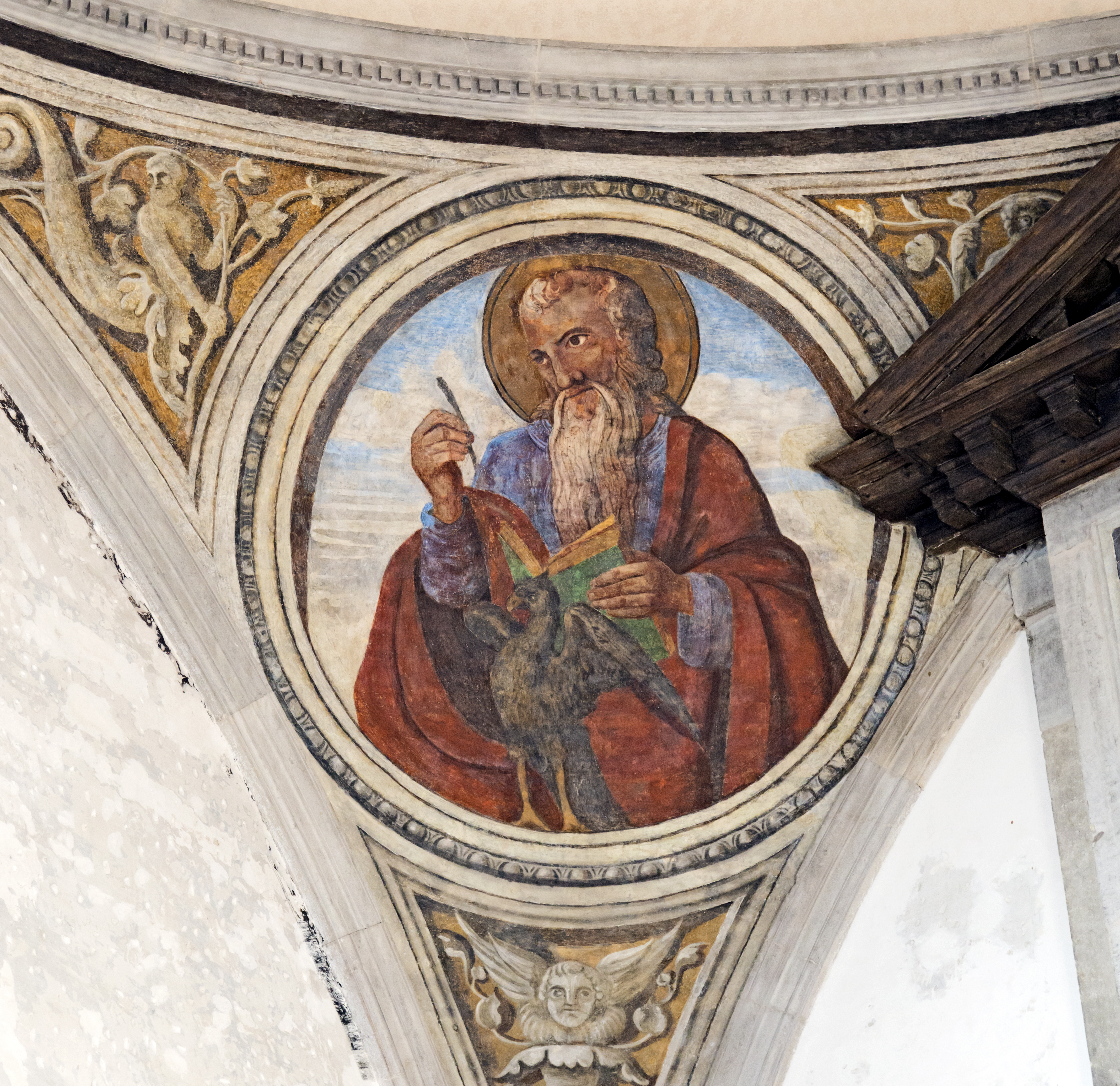
Святой Иоанн Евангелист. Фрески парусов алтарной части

## Произведения искусства
Ранее интерьер церкви был настолько полон замечательными произведениями искусства, что историк и писатель Сансовино, сын скульптора и архитектора Якопо Сансовино, говорил, что «в нём нет пустого места». После 1750 года многие произведения были переданы в Галерею Венецианской Академии (алтарь Франческо Риццо) или в другие церкви, как в случае с «Распятием» Тинторетто, перенесённым в соседнюю церковь Джезуати (третий алтарь слева). Тем не менее, «церковь до сих пор хранит произведения изысканного мастерства», такие как «Явление Пресвятой Троицы» Падованино за главным алтарем, и «Распятие», приписываемое французскому живописцу, работавшему в Риме, Никколо Реньери (настоящее имя: Николя Ренье).
Другими примечательными произведениями в церкви являются две монохромные картины XVI века на алтарной стене работы неизвестного художника, на которых изображены два епископа; четыре отреставрированные фрески в тондо на «парусах» купола с поясными портретами четырёх евангелистов (начало XVI в.).
В бывшей ризница сакристии, за главным престолом, находится мраморная икона начала XVI в. ломбардской школы с изображением Бога-Отца, держащего умирающего на кресте Сына; раковина шестнадцатого века из красного веронского мрамора и два рельефа семнадцатого века с изображением «Аддолораты» (Богоматери Скорбящей) и Бичевания Христа.
Необычным произведением является плафон (потолок), состоящий из пятидесяти восьми кессонов (деревянных панелей в профилированных обрамлениях) квадратного формата (1,3 х 1,3 м) с портретами святых персонажей Ветхого и Нового Завета и центральным тондо (диаметром 2,50 м), изображающим встречу Девы Марии и Елизаветы. Росписи кессонов относятся к началу начало XVI века и являются работой художника умбрийской школы Пьетро Паоло Агабити и его мастерской.
В октябре 2008 года церковь пополнилась двумя картинами на холсте: «Воскресение Христа» работы Маурицио Фаваретто (потомка известного художника Паоло Веронезе); Санта Мария Ассунта (Вознесение Девы Марии), работа художницы Рафаэлы Руббини; и «Крестный путь» (Via Crucis), авторы которого, ученики профессора Академии Фаваретто, были вдохновлены картиной Джамбаттисты Тьеполо, хранящейся в сакристии церкви Сан-Поло (Венеция). С сентября 2009 года по январь 2013 года росписи плафона были тщательно отреставрированы под наблюдением фонда «Венеция в опасности».